# ن. ريتشارد ناش
ن. ريتشارد نـاش (بالإنجليزية: N. Richard Nash)‏ هو كاتب وكاتب مسرحي وكاتب سيناريو أمريكي، ولد في 8 يونيو 1913 في فيلادلفيا في الولايات المتحدة، وتوفي في 11 ديسمبر 2000 في مانهاتن في الولايات المتحدة.

## وصلات خارجية
- ن. ريتشارد نـاش على موقع IMDb (الإنجليزية)
- ن. ريتشارد نـاش على موقع ألو سيني (الفرنسية)
- ن. ريتشارد نـاش على موقع ميوزك برينز (الإنجليزية)
- ن. ريتشارد نـاش على موقع أول موفي (الإنجليزية)
- ن. ريتشارد نـاش على موقع قاعدة بيانات برودواي على الإنترنت (الإنجليزية)
- ن. ريتشارد نـاش على موقع قاعدة بيانات برودواي على الإنترنت (الإنجليزية)
- ن. ريتشارد نـاش على موقع قاعدة بيانات برودواي على الإنترنت (الإنجليزية)
- ن. ريتشارد نـاش على موقع قاعدة بيانات الأفلام السويدية (السويدية)
- ن. ريتشارد نـاش على موقع قاعدة بيانات الفيلم (الإنجليزية)
- ن. ريتشارد نـاش على موقع كينوبويسك (الروسية)